# Ото I (Ритберг)
Вижте пояснителната страница за други личности с името Ото I.
Ото I фон Ритберг (на немски: Otto I von Rietberg; * пр. 1293; † 31 декември 1347) е от 1313 до 1347 г. управляващ граф на Графство Ритберг.

## Биография
Той е син на граф Конрад II († 1313) и съпругата му Мехтхилд († 1304).
След смъртта на баща му през 1313 г. Ото I управлява заедно с чичо си Фридрих II. След неговата смърт през 1322 г. Ото I получава цялото графство. Погребан е, както и съпругата му Аделхайдис, в манастир Мариенфелд.

## Фамилия
Ото I фон Ритберг се жени пр. 27 февруари 1326 г. за Аделхайдис фон Халермунд († 25 април 1342), дъщеря на граф Герхард II фон Халермунд († 1345/1346) и графиня Елизабет фон Еверщайн-Поле († сл. 1320). Те имат децата:
- Конрад III († 1 май 1365), граф 1347 – 1365, женен пр. 1352 г. за Ермесвинт фон Райфершайт
- Ото († 1377/1400), каноник в Падерборн и Кьолн
- Мехтилд (Метте) († 25 април 1400), омъжена между 1342 и 1345 г. за граф Хайнрих II фон Шваленберг († 1349) и след смъртта му през 1383 – 1400 г. абатиса на манастир Хеерзе (Нойенхеерзе)
- Аделхайд (* ок. 1340/1342; † сл. 1354), спомената 1342 – 1354
- Беатрикс (* ок. 1340/1342; † сл. 1347), спомената между 1342 – 1354